# Margarita (cocktail)

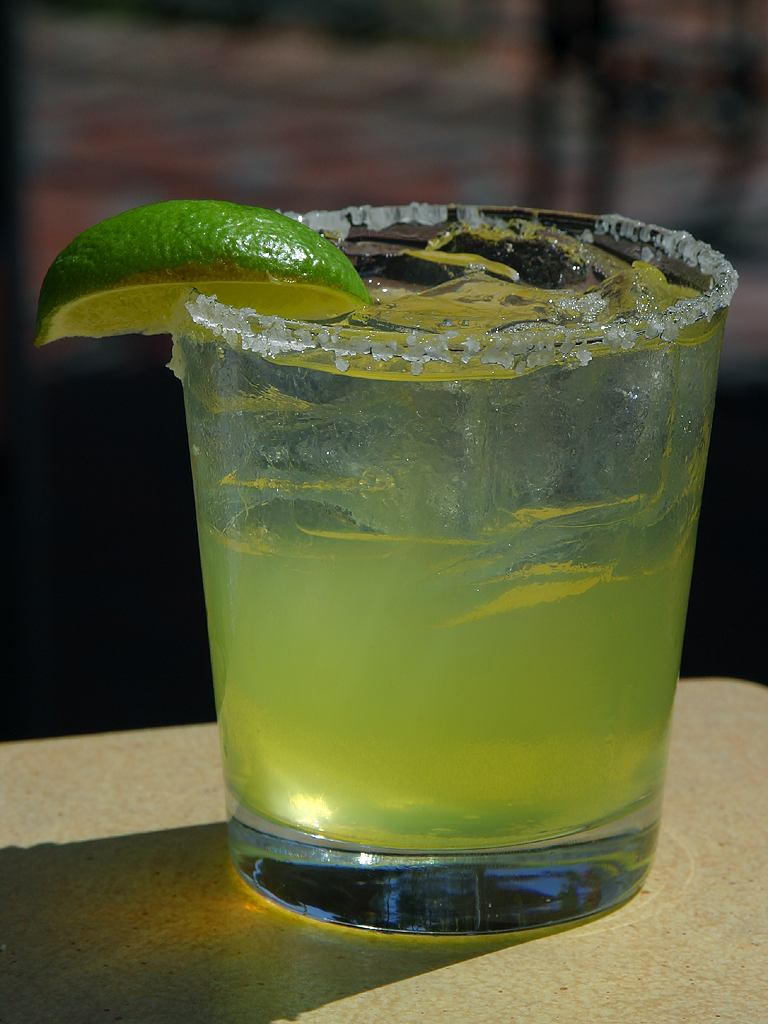
Een margarita

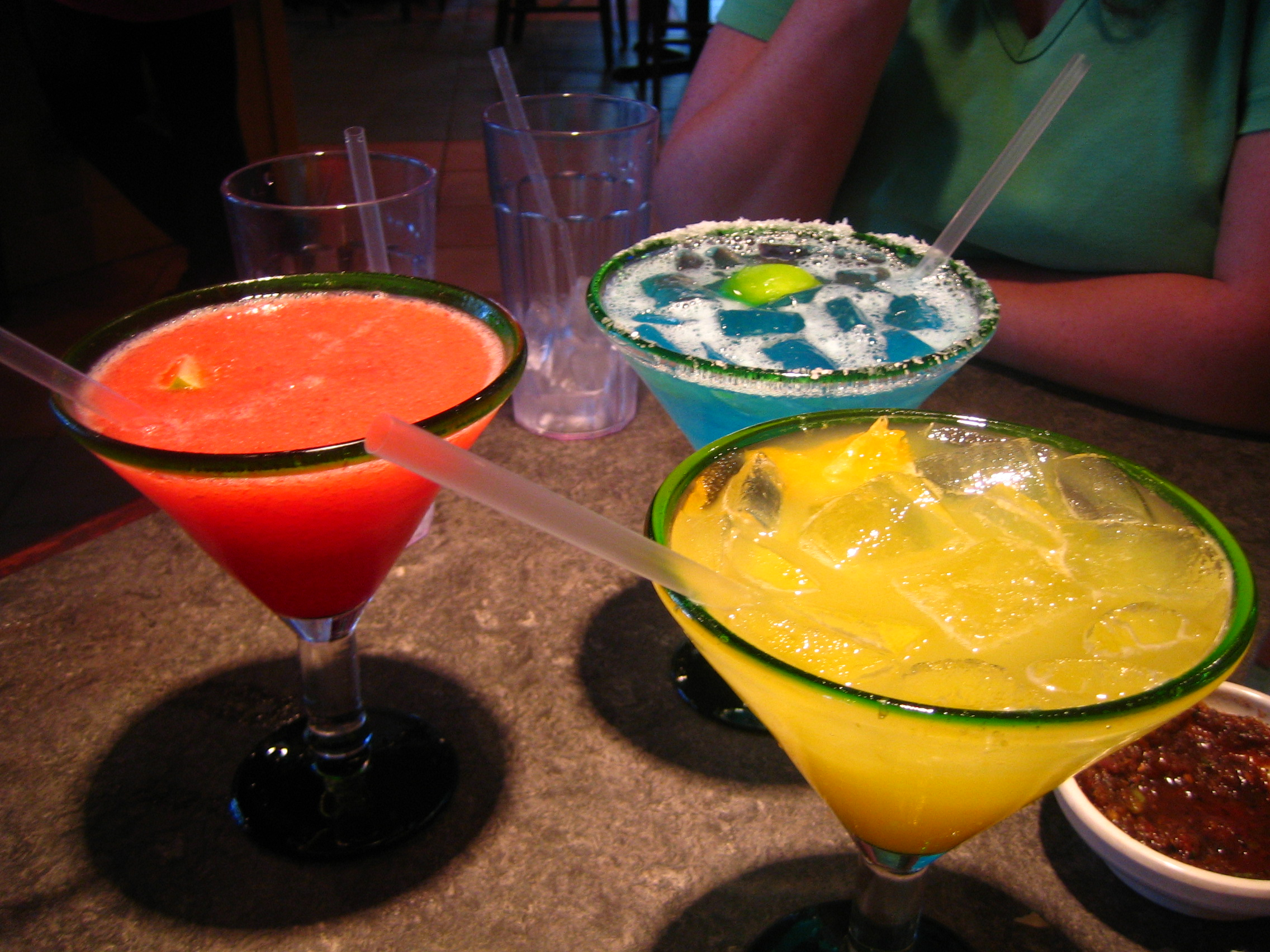
Margarita's in verschillende kleuren

Een margarita is een Mexicaanse cocktail die behoort tot de shortdrinks.
De ingediënten zijn tequila, triple sec en limoensap. Het is niet duidelijk wie het recept oorspronkelijk heeft bedacht, maar het zou bedoeld kunnen zijn als een nettere manier om tequila te drinken. Gewoonlijk deed men zout op de rug van de hand om dit op te likken, vervolgens een 'shot' (borrelglaasje) tequila te nemen en daarna een stukje limoen uit te zuigen. Dit werd later de bekende Tequila straight.

## Herkomst
Er zijn verschillende personen die als bedenker van de Margarita bekendstaan:
- Francisco Morales, een Texaanse barkeeper die een beetje experimenteerde op 4 juli 1942.
- Margaret Sames, een bareigenares in Acapulco eind jaren veertig. Ze gebruikte echter Cointreau als ingrediënt.
- Carlos Herrera, een barkeeper in Tijuana in 1938. Hij noemde de cocktail oorspronkelijk naar een danseres die zich Marjorie King noemde. Het meisje hield niet van pure tequila en daarom mixte hij het.
- Enrique Bastate Gutierrez zou het drankje bedacht hebben in de jaren veertig in Tijuana. Hij noemde het naar Rita Hayworth, van wie de echte naam Margarita Cansino was.

William Grimes heeft een boek geschreven over cocktails, getiteld Straight Up or On the Rocks: The Story of the American Cocktail. Hij beweert hierin dat de Margarita in de jaren dertig al volop werd gedronken.

## Varianten
Naast dat er een standaardrecept bestaat, wordt er veel geëxperimenteerd.
Zo kan er voor aardbeien-, frambozen-, meloen- of citroensap gekozen worden.
- De Blue Margarita wordt gemengd met Curaçaolikeur.
- De Royal Margarita wordt gemengd met Grand Marnier.
- De Orange Margarita wordt gemengd met Sinaasappelsap en Cointreau
- De Imperial Margarita wordt gemengd met Mandarine Napoleon.

## Trivia
- De Amerikaanse zanger en ondernemer Jimmy Buffet scoorde in 1977 met het nummer Margaritaville. In 1985 opende hij in Key West, Florida de eerste Margaritavile bar. Inmiddels is het een keten met 26 bars, drie hotels en een cruise schip verspreid over de Verenigde Staten en Canada.
- In 1983 had rockgroep Status Quo een hit met het lied Margarita time.